# Lijst van burgemeesters van Ede
Dit is een lijst van burgemeesters van de Nederlandse gemeente Ede in de provincie Gelderland.
| Ambtsperiode   | Afbeelding | Naam burgemeester                                                            | Partij of stroming | Bijzonderheden |
| -------------- | ---------- | ---------------------------------------------------------------------------- | ------------------ | --- |
| ca.1805 - 1814 |            | Charles Bavius de Vries                                                      |                    | schout |
| 1814 - 1817    |            | Reinier Burggraaf                                                            |                    | maire/burgemeester |
| 1818 - 1822    |            | mr. Everhard Dirk van Meurs                                                  |                    | schout |
| 1822 - 1851    |            | Hermanus Theodorus Prins                                                     |                    | schout 1822-1825, burgemeester 1826-1851 |
| 1851 - 1860    |            | Theodorus Prins                                                              |                    | |
| 1860 - 1896    |            | jhr. Antoon Willem van Borssele                                              |                    | |
| 1896 - 1905    |            | jhr. Florent Sophius op ten Noort                                            |                    | |
| 1905 - 1910    |            | jhr. Diedrik Jacob Adrianus Albertus van Lawick van Pabst, heer van Nijevelt |                    | |
| 1910 - 1916    |            | Alexander baron van Heeckeren van Kell                                       | ARP                | Vroeg wegens gezondheidsredenen ontslag aan. Dit ontslag is hem met ingang van 15 november 1916 verleend bij Koninklijk Besluit van 18 november 1916, no. 46. |
| 1917 - 1938    |            | Carl Oscar Philip baron Creutz                                               |                    | |
| 1938 - 1941    |            | Leopold Roland Middelberg                                                    | ARP                | |
| 1941 - 1945    |            | Theodorus Christiaan van Dierendonck                                         | NSB                | |
| 1945 - 1946    |            | Leopold Roland Middelberg                                                    | ARP                | |
| 1946 - 1951    |            | Joost Johannes Gerardus Boot                                                 | ARP                | was burgemeester van Wisch, werd burgemeester van Hilversum                                                                                                   |
| 1952 - 1962    |            | Herman Martinus Oldenhof                                                     | ARP                | was burgemeester van Kampen |
| 1962 - 1968    |            | Pieter Platteel                                                              | ARP                | |
| 1968 - 1978    |            | Jan Slot                                                                     | ARP                | |
| 1979 - 1987    |            | Mattheus Karel van Dijke                                                     | ARP / CDA          | |
| 1988 - 2001    |            | Pim Blanken                                                                  | CDA                | |
| 2002 - 2007    |            | Roel Robbertsen                                                              | CDA                | |
| 2007 - 2008    |            | Tineke Netelenbos                                                            | PvdA               | waarnemend |
| 2008 - 2017    |            | Cees van der Knaap                                                           | CDA                | |
| 2017 - heden   |            | René Verhulst                                                                | CDA                | |